# Freiwilligenmanagement
Das Freiwilligenmanagement ist ein Teilbereich des Personalmanagements zivilgesellschaftlicher Organisationen. Es hat zur Aufgabe, ehrenamtliche Mitarbeiter zu betreuen und für deren effizienten Einsatz zu sorgen. Das Freiwilligenmanagement bildet dabei das Scharnier zwischen den Wünschen und Bedürfnissen der Freiwilligen und den Anforderungen, die die Organisation an diese heranträgt. Es kommt insbesondere in Freiwilligen-Organisationen, wie Vereinen, karitativen Organisationen oder Verbänden zum Einsatz.
Das Freiwilligenmanagement ist allgemein für die Planung, Organisation, Aus- und Bewertung der Freiwilligenarbeit in einer Organisation zuständig. Im Speziellen betrifft die Arbeit des Freiwilligenmanagements die Betreuung und Begleitung von Ehrenamtlichen sowie die Vermittlung zwischen haupt- und ehrenamtlich Mitarbeitenden.
Wie die große Anzahl von Konzepten in angloamerikanischer Literatur zeigt, gibt es im englischen Sprachraum schon langjährige Erfahrungen mit dem Freiwilligenmanagement. Aus historischen und kulturspezifischen Gründen lassen sich diese aber nicht uneingeschränkt auf den deutschen Sprachraum übertragen. Eines der wenigen ausgearbeiteten Managementmodelle für nicht profitorientierte Organisationen des deutschen Sprachraums, das die Arbeit mit Freiwilligen explizit einschließt, ist das Freiburger Managementmodell für Non-Profit-Organisationen von Schwarz et al.

## Schlüsselkompetenzen
Die notwendigen Kompetenzen für das Freiwilligenmanagement sind vielfältig. Die Schlüsselkompetenzen und Tätigkeitsbereiche von Freiwilligenmanagerinnen und -managern lassen sich aber wie folgt zusammenfassen:

### Schlüsselkompetenzen
- spezifische Fachkompetenzen (Kenntnisse über die Zusammenarbeit mit Freiwilligen, Ziel und Zweck nicht profitorientierter Organisationen etc.),
- Methodenkompetenzen (Projektmanagement, Beratung, Gesprächsführung, Gruppenarbeit etc.),
- Sozialkompetenzen (Einfühlungsvermögen, Teamfähigkeit, sicheres Auftreten in der Öffentlichkeit etc.)

### Tätigkeitsbeschreibungen
- Bedarfeinschätzung und -planung für die Entwicklung von Freiwilligenprogrammen
- Entwicklung von Aufgaben für Freiwillige
- Anwerbung und Gewinnung von Freiwilligen (ggf. auch Presse- und Öffentlichkeitsarbeit)
- Erstgespräche mit den Freiwilligen führen
- Orientierung und Einarbeitung der Freiwilligen
- Aus- und Fortbildungsplanung und ggf. -durchführung
- Betreuung, Unterstützung und Motivation von Freiwilligen
- Anerkennung freiwilligen Engagements
- Evaluation und Bewertung von Freiwilligenprogrammen

## Vorbereitung
Zur Vorbereitung auf die Zusammenarbeit mit Freiwilligen wird in einschlägiger Literatur empfohlen, sich mit verschiedenen Aspekten auseinanderzusetzen, die sich wie folgt als zentrale Fragen zusammenfassen lassen:
- Wer ist als Ansprechpartner zu benennen? Wie lassen sich feste Zuständigkeiten beschreiben? Welche  personeller Ressourcen mit welchen Qualifikationen müssen ggf.  freigemacht werden?
- Was ist die Rolle der Freiwilligen in den jeweiligen Programmen und Projekten? Befinden sie sich in einer Helferrolle oder sind sie integraler Bestandteil und wichtige Ressource?
- Wie kann ein wertschätzender Umgang mit Freiwilligen gepflegt werden?
- Wie kann der Informationsaustausch zwischen allen Beteiligten gewährleistet werden?
- Wie kann die gleichberechtigte Teilhabe aller Beteiligten an Entscheidungsprozessen sichergestellt werden?

An der Bearbeitung dieser Fragen und der Planung von Freiwilligenprogrammen sollten alle relevanten Akteure beteiligt werden, was sowohl schon involvierte Freiwillige als auch hauptamtlich Mitarbeitende, die Geschäftsführung und mind. eine Vertretung des Vorstandes betrifft. Als hilfreich wird auch die gemeinsame Erarbeitung von Visionen, Leitlinien und -sätzen für die Zusammenarbeit mit Freiwilligen sowie eine explizite Klärung von Erwartungen genannt.

## Einsatz von Medien
Mit dem anhaltenden Ausbau der usability kollaborativer Medienwerkzeuge (wie bspw. Wikis und  Etherpads) sowie diverser Innovationen in diesem Bereich ist auch die Zusammenarbeit mit Freiwilligen nicht mehr zwingend auf physische Präsenz aller Beteiligten an einem vorgegebenen Einsatzort angewiesen. Mit der Online-Freiwilligenarbeit, dem Engagement im über das Internet, hält mittlerweile auch in Deutschland ein neuer Weg des freiwilligen Engagements Einzug, der auch jenen ein Engagement ermöglicht, denen es bisher versagt blieb.
Besonders in kleineren Initiativen, denen bspw. keine Räumlichkeiten zur Verfügung stehen, sowie in der internationalen Zusammenarbeit, bei der die Präsenz Freiwilliger 'vor Ort' nicht immer möglich oder sinnvoll ist, ist das freiwillige Engagement über das Internet schon weit verbreitet. Das Management traditioneller Freiwilligenorganisationen (insb. Kirchen, Vereine und Verbände) nähert sich diesem Bereich dagegen eher zögerlich, wobei die Auswirkungen der Usability- und Internetnutzungsentwicklung als durchaus relevant angesehen und als Thema zukünftiger Diskussionen ausgemacht werden. Bereits die Daten des dritten Freiwilligensurveys zeigten, dass sich der „Siegeszug des Internets […] deutlich und nachhaltig auf den Freiwilligensektor aus[wirkt]“, wobei auch die Nutzung des Internets im Engagement weitgehend von den Inhalten und Anforderungen der Freiwilligenarbeit abhängen. und insofern „auch Organisationen und Einrichtungen […] günstige Rahmenbedingungen bzw. ein positives Klima für den Einsatz des Internets schaffen und die Freiwilligen zur Internetnutzung ermutigen“ können.

## Zyklus des Freiwilligenmanagement
Das Freiwilligenmanagement kann – wie das Prozessmanagement auch – zyklisch dargestellt werden. Auf den organisationalen Beschluss, Freiwillige einbeziehen zu wollen und die Identifikation beschreibbarer Engagementangebote folgt die Anwerbung potentieller Freiwilliger, Erstgespräch und Matching, Vereinbarung des Engagements sowie Befähigung und Aus-, Fort- und Weiterbildung der Engagierten. Verlässt ein Freiwilliger die Organisation, folgt die Engagementbescheinigung und das erneute Anwerben potentieller Freiwilliger.

### Anwerbung
Freiwillige können auf unterschiedliche Weisen angeworben werden. Je nach Organisation, Zielsetzung, Anforderungen und Aufgabenbereich können Freiwillige über die eigenen Webseite, über den lokalen Anzeiger, Freiwilligenagenturen und/oder Social Media Dienste angesprochen werden. Auch die aktive Ansprache potentieller Freiwilliger über deren private Internetauftritte ist möglich. Die beste Werbung für ein Engagementangebot ist allerdings die mündliche Weiterempfehlung durch die schon aktiven Freiwilligen, was ein erfolgreiches Freiwilligenmanagement und gute organisationale Rahmenbedingungen allerdings voraussetzt.

### Erstgespräch und Matching
Im Erstgespräch zwischen potentiellen Freiwilligen und einem verantwortlichen Mitarbeiter (bzw. dem Freiwilligenmanager) der Organisation geht es um grundlegende Dinge wie:
- gegenseitiges Kennenlernen,
- allgemeine Beratung zur Freiwilligenarbeit,
- Klärung der Motive für die Zusammenarbeit
- Sondierung: Passt der Freiwillige zur Organisation?
- Klärung von Kompetenzen, Wünschen und Befürchtungen,
- Matching: Welche Tätigkeiten könnten in Frage kommen?
- Klärung von Art und Umfang des Engagements,
- Absprache von Terminen für Gespräche während und nach Abschluss des Engagements.

### Engagementvereinbarung
In angloamerikanischen Sprachraum sind „Volunteer Agreements“ wesentlicher Bestandteil organisierter Freiwilligenarbeit. Im deutschen Sprachraum werden diese Vereinbarungen zwischen den Freiwilligen und der Organisation vor allem für längerfristige Engagements geschlossen, die nicht unerhebliche Investitionen für die Organisation bedeuten (bspw. Ausbildung von Rettungssanitätern). Neben der Sicherheit für die Organisation eine (wie auch immer geartete) Gegenleistung zu ihrer Investition zu bekommen, haben Engagementvereinbarungen außerdem den Vorteil, dass in ihnen auch die Rechte und Ansprüche der Freiwilligen definiert werden. So können in Engagementvereinbarungen folge Punkte vereinbart werden:
Leistungen der Freiwilligen-Organisation
- regelmäßige Information über die Organisation und Bereitstellung von Informationsmaterialien
- einführende Veranstaltungen / Vermittlung fachlichen Wissens
- Ansprechpartner, Anleitung und Unterstützung im Engagement
- Erstattung von Auslagen (bspw. Fahrscheine)
- Ausstattung mit nötigen Arbeitsmaterialien
- Bescheinigung des freiwilligen Engagements
- Versicherungsschutz im freiwilligen Engagement

Leistungen der Freiwilligen
- Nachkommen der allgemeinen Sorgfaltspflicht
- Achtung der organisationalen Ziele, Leitbilder und Policys
- Achtung der Schweigepflicht (bspw. bei Organisationsinterna oder Klienten- bzw. Kundendaten)
- Teilnahme an verpflichtenden Veranstaltung (bspw. Sicherheits- oder Hygieneunterweisung)
- Tragen des Organisationssymbols während des Engagements (auch in Form einer Uniform, oder Aufkleber, Aufnäher, Armbinden usw.)
- Einhalten abgesprochener Termine
- Ehrlichkeit und Offenheit im vertraulichen Gespräch

### Orientierung, Einarbeitung und Anleitung
Vor dem eigentlichen Arbeitsbeginn sollten Grundlagen für die erfolgreiche Arbeit geschaffen werden:
- Einführung in die Organisationsstruktur und -kultur
- Informationen über den Platz in der Organisation, Arbeitsabläufe, Sicherheitsbestimmungen, räumliche Gegebenheiten, materielle Ausstattung
- Einarbeitung und Anleitung (durch Haupt- als auch durch andere Ehrenamtliche) (vgl. Biedermann, 84)[5]

### Aus- und Fortbildung
Freiwillige treffen, gerade wenn sie zum ersten Mal ehrenamtlich arbeiten, auf Anforderungen, denen sie möglicherweise nicht gewachsen sind. Fehlen ihnen dann Sozialkompetenzen oder benötigtes Fachwissen/ -kompetenzen sollte ihnen von Seiten der Organisation die Möglichkeit zu diversen Bildungsmöglichkeiten gegeben werden Dazu zählt die Teilnahme an
- Workshops,
- Seminaren,
- Fachtagungen,
- Symposien und
- Gesprächskreisen (vgl. Biedermann, 84 / Wegweiser Bürgergesellschaft)[5][14]

### Unterstützung, Begleitung und Motivation
Während der gesamten Zeit der Tätigkeit des Freiwilligen sollte ihn die Organisation unterstützen und ihm stets unterstützend zur Seite stehen. Ihm sollte jederzeit vermittelt werden, dass seine Arbeit wertvoll ist und benötigt wird (keine Lückenbüßer). Dazu gehören
- regelmäßige Einzel oder Gruppengespräche
- kontinuierliches Feedback um Schwierigkeiten zu klären
- die Ideologie, dass „alle am gleichen Strang ziehen“ (Kompetenzen des Freiwilligen und der Hauptamtlichen kommen demselben Ziel zugute) (vgl. Biedermann, 84–85 / Wegweiser Bürgergesellschaft)[5][14]

### Anerkennung
Natürlich sollte in der Zusammenarbeit mit dem Freiwilligen regelmäßig deutlich werden, dass seine Leistungen anerkannt werden. Dies geschieht schon durch regelmäßige Rückmeldungen und Bestätigungen. Die Organisationen sollte dahingehend eine so genannte „Dankeschön-Kultur“ entwickeln. Dies kann in unterschiedlichen Formen erfolgen:
- Teilnahme an Seminaren
- Feste, Ausflüge, Projektreisen
- Ehrungen
- Angemessene Verabschiedungen als Würdigung

Zur öffentlichen Art der Anerkennung freiwilliger Arbeit zählt der „Internationale Tag der Freiwilligen“ am 5. Dezember (vgl. Biedermann, 85 / Wegweiser Bürgergesellschaft).

### Zertifizierung
In einigen Bundesländern ist es möglich, das freiwillige Engagement von Schülern in ihren Schulzeugnissen erwähnt wird. In einigen Kommunen erhalten Freiwillige Nachweise über ihr ehrenamtliches Engagement. Als bundesweit anerkannte Auszeichnung gilt die Jugendleitercard (JuLeiCa), mit der man auch Anspruch auf verschiedene Rabatte und Vergünstigungen hat (vgl. Wegweiser Bürgergesellschaft). Für besonderes ehrenamtliches Engagement wird zudem in vielen Kommunen eine landesweit gültige Ehrenamtskarte verliehen. Eine Zertifizierung ist aber auch für alle anderen Freiwilligen möglich, und durchaus nicht unüblich. Dies erfolgt meist in Form einer Urkunde oder einem Zeugnis, das den Einsatzbereich, die ausgeführten Aufgaben und die generelle Mitarbeit des Einzelnen heraushebt und gegebenenfalls absolvierte Fortbildungen dokumentiert. Wichtig sind diese Nachweise über ehrenamtliches Engagement nicht nur für die Bewerbung um zukünftige freiwillige Arbeit, sondern auch bei Bewerbungen im „normalen“ Arbeitsmarkt können diese hilfreich sein.

### Auswertung
Um die Qualität des Freiwilligenmanagements zu erhalten und ständig zu verbessern sollte ein stetiges Qualitätsmanagement durchgeführt werden. Dazu zählt die laufende Überprüfung von
- der Anzahl der Freiwilligen,
- dem zeitlichen Umfang der Einsätze und
- den Erfolgen des Engagements.

Durch diese, möglichst regelmäßig stattfindenden, Überprüfung der geleisteten freiwilligen Arbeit hat die Einrichtung die Möglichkeit ihren Bedarf und den der Freiwilligen ständig abzugleichen. So sollte sie regelmäßig überprüfen, ob die eigenen Wünsche und Ansprüche mit denen der Freiwilligen übereinstimmen, wo sich vielleicht etwas geändert hat, und wie auf Veränderungswünsche eingegangen werden kann.
Die Ergebnisse sollten aber auch für das öffentliche Ansehen der Freiwilligenarbeit genutzt werden, in Form von
- Werbung
- Anerkennung
- Lobbyarbeit (vgl. Biedermann, 85)[5]